# فرشید یوسفی
یدالله یوسفی‌پور معروف به فرشید یوسفی (زادهٔ ۱۳۲۰ در کرمانشاه) شاعر، معلم و تاریخ‌نگار است که بیشتر به واسطهٔ آثارش در زمینهٔ نامداران تاریخی منطقهٔ کرمانشاه شناخته شده‌است.

## زندگی
فرشید یوسفی در سال ۱۳۲۰ در شهر کرمانشاه به دنیا آمد. در یک سالگی پدرش را از دست داد. در همان شهر درس خواند و معلم شد. یوسفی به سرودن شعر به دو زبان فارسی و کردی جنوبی پرداخت و همچنین به پژوهش در رابطه با تاریخ شهر کرمانشاه و نامداران این منطقه پرداخت و ۱۴ کتاب را در این باره به چاپ رساند. او بیش از هر چیز به خاطر کتاب شعر «ئاگرواران» شناخته شد که مجموعه‌ای از غزل‌های کردی جنوبی و فارسی کرمانشاهی بود که از شاعران کرمانشاهی گلچین کرده‌بود.
او همچنین کتابی را با عنوان «زندگینامهٔ بزرگان کرمانشاه» به چاپ رساند که جلد دوم آن چهاردهمین اثر وی به‌شمار می‌رود. یوسفی از سال ۱۳۵۰ تا ۱۳۹۰ حدود ۴ دهه بر روی این کتاب کار کرده و بزرگان کرمانشاه را از قرن اول هجری تا سال ۱۳۰۰ مشخص و معرفی کرده‌است. این افراد از گروه‌های مختلف از جمله هنرمندان، ادیبان، فضلا، دانشمندان و روحانیون اهل کرمانشاه بودند. در جلد نخست این اثر حدود ۲۰۰ نفر از این بزرگان را از قرن اول تا سیزدهم معرفی شده‌اند. جلد دوم نیز نامداران شهر کرمانشاه را از سال ۱۳۰۰ تا ۱۳۹۳ معرفی می‌کند.

## کتاب‌ها

### تاریخ
- یوسفی، فرشید (۱۳۹۱). زندگی‌نامه بزرگان کرمانشاه از سده اول تا سیزدهم. کرمانشاه: نشر باغ نی. شابک ۹۷۸-۶۰۰-۶۰۱۳-۱۰-۷.
- یوسفی، فرشید (۱۳۹۵). زندگی‌نامه بزرگان کرمانشاه. کرمانشاه: دیباچه. شابک ۹۷۸-۶۰۰-۸۳۲۴-۰۳-۴.

### شعر
- یوسفی، فرشید (۱۳۸۴). ئاگرواران. کرمانشاه: نشر باغ نی. شابک ۹۶۴-۹۶۴۳۰۲-۵-۳ مقدار |شابک= را بررسی کنید: length (کمک).[۵]
- تمکین کرمانشاهی، کریم، دیوان تمکین کرمانشاهی شامل اشعار کردی و فارسی و نوحه‌ها، به کوشش فرشید یوسفی، تهران: مهران، ۱۳۶۹.[۶]
- باغ هزار گل، تذکره شاعران و سخنوران کرمانشاهی، به کوشش فرشید یوسفی، تهران: فرهنگ خانه اسفار، ۱۳۷۰.[۷]
- شامی کرماشانی، اشعار شاهمراد مشتاق شامی کرمانشاهی، به کوشش فرشید یوسفی، کرمانشاه: ماهتاب غرب، ۱۳۹۸.[۸]

## گفتاورد
«عشق من چاپ این کتاب (زندگینامه بزرگان کرمانشاه) بود دلم حداقل یک تشویق لفظی می‌خواست. تشویق مردم بسیار است و باعث می‌شود که تمام خستگی‌های ۴۰ ساله را فراموش کنم. آنقدر مردم به من محبت کرده‌اند که حد و حساب ندارد. خدا را شکر به آنچه می‌خواستم رسیدم. کتابی چاپ کردم که مردم به خوبی از آن استقبال کردند.»

## نمونه اشعار
| چه‌وه‌یل خومار و خه‌ت و خاڵی ئاوا   |  | تیتاڵی و ناز و شوور و حاڵی ئاوا |
| هه‌ی نام خودا، نۊر عه‌لی وه‌ی قه‌دده |  | یه توحفه‌ێ کام باخه ماڵی ئاوا    |

ترجمۀ فارسی: چشمان خُمار و خط و خالش آبادان باد؛ شوخ‌طبعی و ناز و شور و حالش آبادان باد؛ بارک‌الله، نور علی بر قامتت بتابد؛ این تحفۀ کدام باغ است، خانه‌اش آبادان باد.

## یادنامه
یادنامۀ فرشید یوسفی به نام «هزار دستان باغ هزار گل» به کوشش حجت‌الله مولایی‌فر تألیف شده که در آن مقالاتی دربارۀ زندگی، فعالیت‌ها و آثار وی نوشته شده‌است. این کتاب با مشخصات زیر به چاپ رسیده‌است.
- هزار دستان باغ هزار گل، نوشته و گرآوری حجت‌الله مولایی‌فر، کرمانشاه: سرانه، ۱۳۹۸.